# Vima Mică (gmina)
Vima Mică – gmina w Rumunii, w okręgu Marmarosz. Obejmuje miejscowości Aspra, Dealu Corbului, Jugăstreni, Peteritea, Sălnița, Vima Mare i Vima Mică. W 2011 roku liczyła 1448 mieszkańców.